# Anquiornis
Anchiornis huxleyi («gairebé au de T. H. Huxley») és l'única espècie coneguda del gènere extint Anchiornis (Anquiornis) de dinosaure teròpode maniraptor amb plomes, que va viure a finals del període Juràssic, fa uns 155 milions d'anys durant l'Oxfordià, en allò que és avui Àsia.
L'epítet específic A. huxleyi es va escollir com a homenatge a T. H. Huxley, pioner en la investigació dels orígens de les aus, sent el primer a proposar als dinosaures com el seu origen. El nom genèric Anchiornis significa «gairebé au», i els seus descriptors el van presentar com un important nexe per omplir l'espai entre les aus i els dinosaures no aviars.
Els fòssils d'Anchiornis han estat trobats a la Formació Tiaojishan de Liaoning (Xina), en roques que daten del període Juràssic mitjà, estrat Oxfordià, entre 161-160,5 milions anys enrere.
Tenint en compte l'exquisida preservació d'un dels fòssils d'aquests animals, Anchiornis es va convertir en el primer dinosaure de Mesozoic del qual gairebé se'n va determinar la sencera coloració en vida.

## Descripció
Anchiornis va ser un petit dinosaure parau amb un crani triangular que té diversos detalls en comú amb altres auraptors. Anchiornis tenia les cames molt llargues, en general una indicació que es tractava d'un corredor veloç, però les plomes extenses a les cames indiquen que això pot ser un tret vestigial, ja que els animals corredors tendeixen a tenir poc pèl o plomes a les cames. Els membres davanters d'Anchiornis eren també molt llargs, similar a un altre Archaeopterygidae i primers ocells, remarcant la seva posició basal entre els seus parents.
L'espècimen consisteix en un esquelet articulat al qual falta el crani, peces de la cua, i el membre davanter dret. Els autors estimaven que un individu complet tindria 34 centímetres de llarg i 110 grams de pes, fent-ho el dinosaure aviar més petit conegut. Un segon exemplar va ser anunciat el 24 de setembre de 2009 a la revista Nature, catalogat sota el número LPM - B00 169 al Museu Paleontològic de Liaoning. És molt més complet i preserva llargues plomes de l'ala a les mans, braços, cames i peus, no diferents de Microraptor. Hi ha també una cresta de plomes al cap. Exhibeix algunes característiques al canell indicatives d'alta mobilitat, presagiant els mecanismes d'ala plegables vistos en ocells derivats i suggerint l'evolució ràpida del carp. Els descobriments fòssils recents han reduït substancialment l'espai morfològic entre els dinosaures no aviars i aviars. Com totes les aus, incloent Archaeopteryx, es diferencien de teròpodes no aviars en les seves proporcions dels membres. Particularment, les aus tenen membres superiors proporcionals més llargs i més robustos capaços de donar suport a una superfície aerodinàmica gran.
Anchiornis és notable pels seus llargs membres anteriors, 80% del llarg dels posteriors. Aquesta condició es veu a l'au primitiva Archaeopteryx. Els autors van precisar que els membres anteriors llargs són necessaris per al vol. Anchiornis també tenia un canell més aviar que altres teròpodes no aviars. Els autors van especular inicialment que hauria estat possible per a Anchiornis volar o planejar. Tot i això, altres troballes van demostrar que les ales d'Anchiornis, mentre que estava ben desenvolupat, eren curtes quan es comparen a una espècie posterior com la de Microraptor, ja que les seves plomes primàries eren relativament curtes i arrodonides, amb les extremitats simètriques, a diferència del Microraptor, amb plomes més llargues i agudes, que li van proporcionar un model més aerodinàmic.
Anchiornis té proporcions de les cames del darrere més semblants a les dels dinosaures teròpodes no aviars, amb les cames llargues indicant una forma de vida de corredores. No obstant això, mentre que les cames llargues indiquen normalment un corredor ràpid, les cames i fins i tot els peus i els dits del peu d'Anchiornis estaven coberts de plomes, incloent les plomes de vol llargues similars a aquestes a les ales del darrere de Microraptor, fent-li difícil a Anchiornis sigui un corredor terrestre.

### Plomes

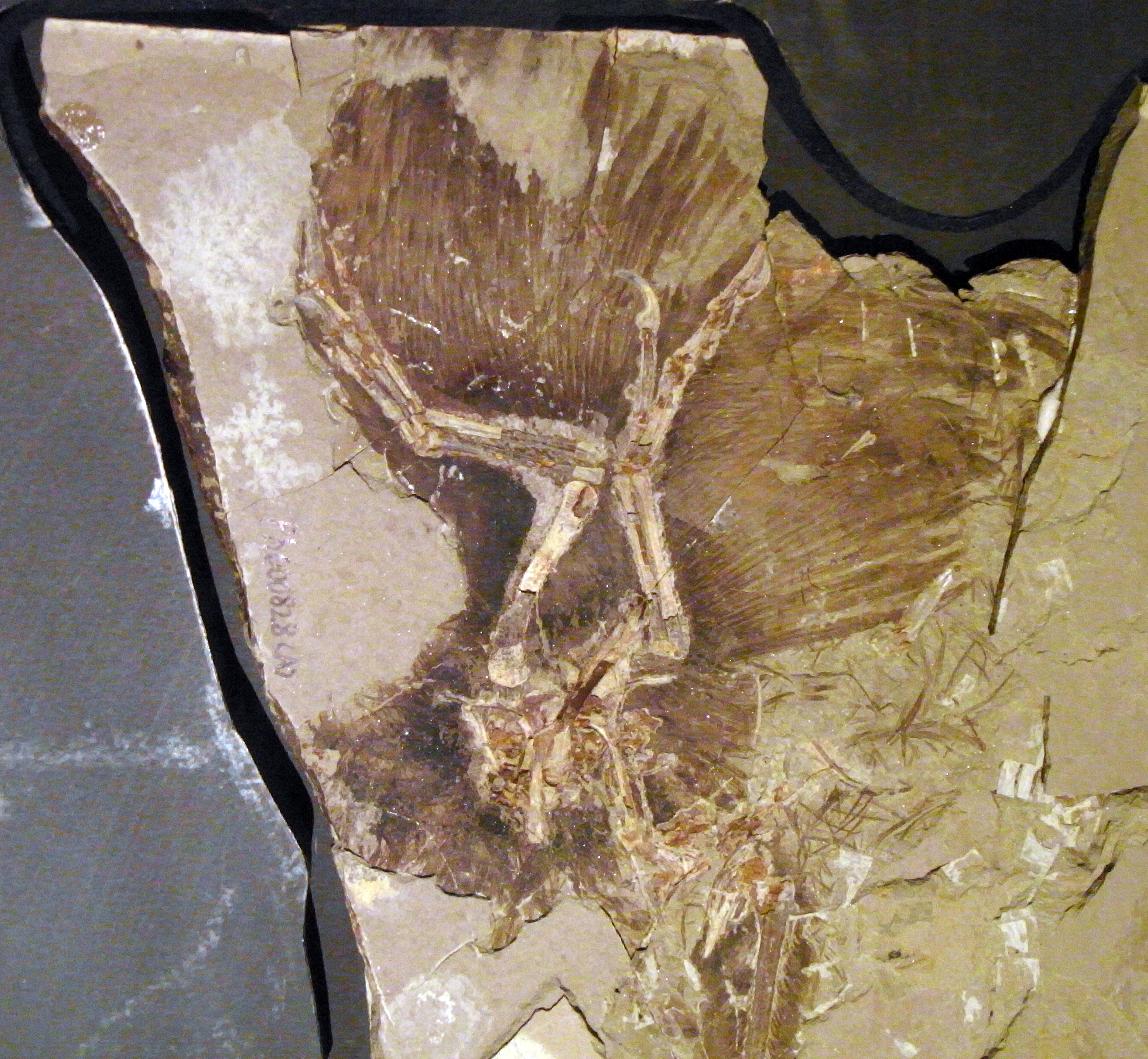
Fòssil amb les plomes preservades

Mentre que el primer espècimen d'Anchiornis presenta només els rastres febles preservats de plomes al voltant de la porció preservada del cos, el segon espècimen, millor preservat, mostren una cobertura gairebé completa de les plomes, permetent que els investigadors identifiquin l'estructura de les plomes i com van ser distribuïdes.
Com en altres primerencs paraus (per exemple Microraptor), Anchiornis tenien les ales grans, fetes de ploma de vol penàcies unides al braç i a la mà, com en els ocells moderns, així com plomes de vol a les cames del darrere, formant un arranjament d'ales davanteres i del darrere.
L'ala davantera d'Anchiornis estava formada per 11 plomes primàries i 10 plomes secundàries. A diferència de Microraptor, les plomes primàries a Anchiornis estaven al llarg de les secundàries i formaven una ala arrodonida, amb el vell de les centrals corbades però simètriques, amb una mida relativa, i extremitats arrodonides petites i fines, indicant una capacitat aerodinàmica més pobre que la dels seus parents posteriors. A Microraptor i Archaeopteryx, les plomes de l'ala davantera més llargues estaven més properes a l'extremitat de l'ala, fent que les ales semblin més llargues, estretes i agudes. Tot i això, a Anchiornis, les plomes més llargues de l'ala es van ancorar prop del canell, fent l'ala més àmplia al centre i esmolada prop de l'extremitat per a un perfil més arrodonit, menys adaptades al vol.
Les ales del darrere d'Anchiornis eren també més curtes que les de Microraptor, i estaven compostes de 12-13 plomes de vol ancorades a la tíbia i a 10-11 al metatars. També a diferència de Microraptor, les plomes de l'ala del darrere eren les més llargues com més a prop del cos, amb les plomes del peu sent curtes i dirigides cap avall, gairebé perpendicular als ossos de peu. A diferència de qualsevol altre dinosaure mesozoic conegut, els peus d'Anchiornis, a excepció de les urpes, estaven coberts totalment a les plomes, molt més curtes que les que componen l'ala del darrere.
Dos tipus de simples plomissols cobrien la resta del cos, com a Sinornithosaurus. Les plomes suaus i llargues gairebé van cobrir el cap i el coll sencer, tors, les cames superiors, i la primera meitat de la cua. La resta de la cua mostra grans penacees (rectrius).

### Color

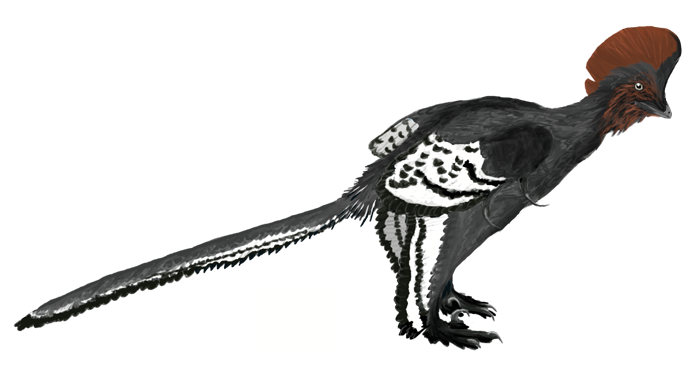
Reconstrucció en vida, mostrant els patrons de color

El 2010, un equip de científics va examinar nombrosos punts entre les plomes d'un exemplar molt ben conservat d'Anchiornis per estudiar la distribució dels melanosomes, les cèl·lules pigmentàries que donen a les plomes el color. Mitjançant l'estudi dels tipus de melanosomes i comparant-los amb les de les aus modernes, els científics van ser capaços d'assignar els colors i els patrons específics d'Anchiornis quan era viu. Encara que aquesta tècnica s'ha utilitzat i descrit per a plomes d'aus aïllades i porcions d'altres dinosaures, com ara la cua de Sinosauropteryx, Anchiornis es va convertir en el primer dinosaure Mesozoic del qual es coneix gairebé tota la coloració en vida tenint en compte que la cua aquest espècimen no està preservada.
La majoria de les plomes del cos d'Anchiornis eren grises i negres. La corona de plomes del cap era principalment vermellosa amb una base de color gris i la part davantera, i la cara tenia punts vermellosos entre les plomes del cap predominantment negres. La part davantera i les plomes de les ales del darrere són blanques amb puntes negres. Els abrics més curts (plomes que cobreixen les bases de les plomes de les ales llargues) eren grises, contrastant amb les ales principals, principalment blancs. Les plomes més grans de l'ala també eren blanques amb les puntes de color gris o negre, tenint fileres de punts foscos al llarg de la mitjana de l'ala. Aquests van prendre la forma de ratlles fosques o fins i tot files de punts a l'ala exterior, plomes coberteres primàries, amb un conjunt més irregular de taques a l'ala interior, coberteres secundàries. Les tiges de les cames eren grises a excepció de les plomes de les ales del darrere llargues, i els peus i els dits, en negre.

## Descobriment i investigació
El primer fòssil va ser recuperat de la localitat de Yaolugou, comtat de Jianchang, a l'oest de la província de Liaoning (Xina), i la segona, a la localitat Daxishan de la mateixa zona. Els dipòsits són sediments de llacs, i la seva edat és majoritàriament incerta. Mesuraments radiològics indiquen una edat de mitjans del Juràssic per a ells, entre 160,89 i 160,25 milions d'anys.
L'espècimen tipus que es troba a la col·lecció de l'Institut de Paleontologia de Vertebrats i Paleoantropologia, sota el número IVPP V14378. Aquest va ser descrit pel paleontòleg Xu Xing i els seus col·legues en un article acceptat per al Butlletí de Ciències de la Xina el 2009. Xu et al. van assignar a Anchiornis a Avialae en aquest treball. L'exemplar consta d'un esquelet articulat al qual només falta el crani, part de la cua, i l'extremitat anterior dreta. Els autors van estimar que un individu complet tindria 34 centímetres i pesava només 110 grams, sent el dinosaure més petit no aviar conegut.

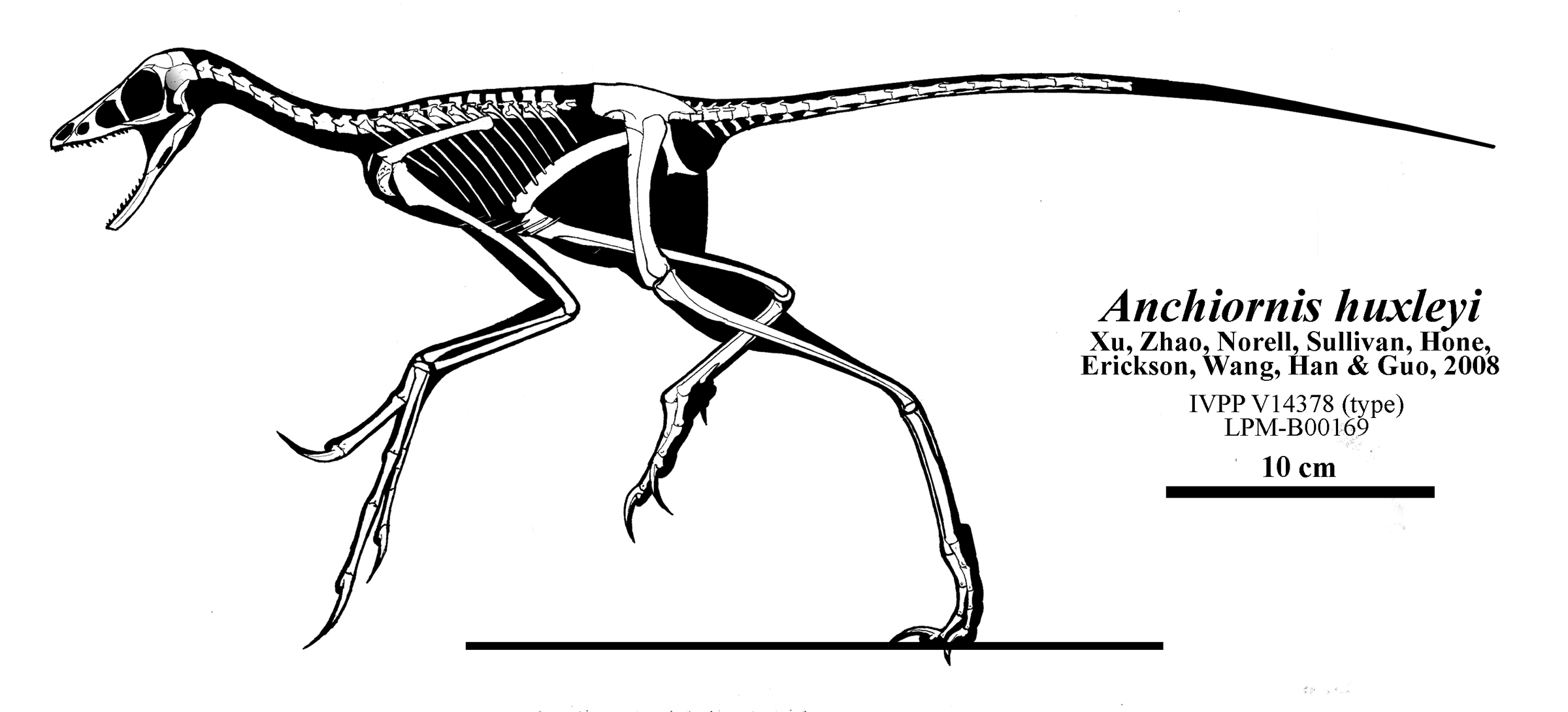
Restes fòssils d'Anchiornis
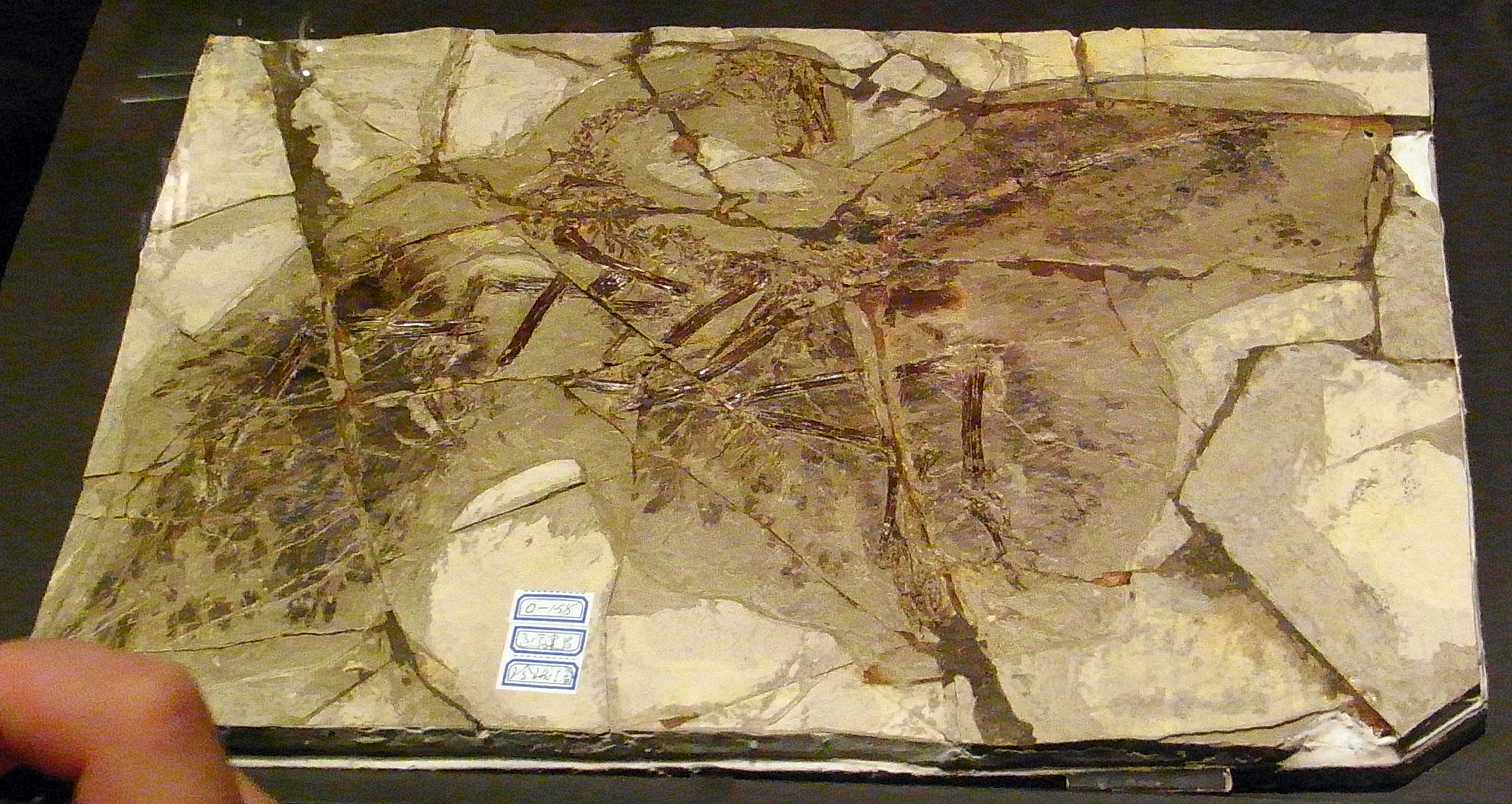
Fòssil exposat al Japó

Un segon exemplar va ser informat el 24 de setembre de 2009, a la revista Nature. Està catalogat com a número LPM - B00 169 al Museu Paleontològic de Liaoning. És més gran i molt més complet i manté llargues plomes de les ales a les mans, els braços, les cames i els peus, no gaire diferents al de Microraptor. També hi ha una cresta de plomes al cap. Aquest segon espècimen preserva més característiques, i li va servir a Hu i els seus col·legues per reassignar Anchiornis a Troodontidae.
Una tercera mostra, la preservació d'un esquelet gairebé complet que li falta la cua i un crani parcial, també amb la preservació de plomes, es va informar el 2010. Aquesta tercera mostra es va fer servir per determinar la coloració en vida. Es troba al Museu d'Història Natural de Beijing amb el número de la mostra BMNHC PH828.
Mentre que només tres espècimens han estat formalment descrits, molts més han estat identificats i es mantenen en col·leccions privades i museus. El Museu de la Natura Shandong Tianyu, al comtat de Pingyi (Xina), per exemple, ha informat de posseir 255 exemplars d'Anchiornis a les seves col·leccions el 2010.

## Classificació
L'espècimen tipus va ser descrit per Xu Xing i els seus col·legues en un article acceptat pel Chinese Science Bulletin el 2009. Xu et al. van assignar a Anchiornis a Avialae a la seva feina. El segon espècimen preserva més característiques, i va portar Hu i els seus col·legues a reassignar Anchiornis dins de Troodontidae.
Així, Anchiornis és intermedi en morfologia general entre els dinosaures no aviars i els aviars, tenint en compte la longitud i gruix relatius del braç, i representa un pas transitori cap a la condició aviària. Al contrari de anàlisis recents, l'anàlisi filogenètica proposada amb Anchiornis incorpora variacions morfològiques subtils i recupera un suport convencional de l'origen monofilètic d'Avialae. Tot i això, des del descobriment d'un gènere similar el 2011, Xiaotingia, s'ha reclassificat el gènere i tots dos formen part de la família Archaeopterygidae. D'altra banda, aquesta família s'ha inclòs al clade Deinonychosauria.

## Paleobiologia
Anchiornis és notable per les seves extremitats anteriors proporcionalment llargues, que mitjan 80% de la longitud total de les extremitats del darrere. Això és similar a la condició en aus primerenques com Archaeopteryx, i els autors van assenyalar que les extremitats anteriors llargues són necessaris per al vol. Anchiornis també tenia un canell més aviar que altres teròpodes no aviars. Els autors van especular inicialment que podria haver estat possible que Anchiornis volés o almenys planegés. Tot i això, es va considerar a més que les ales d'Anchiornis, encara que ben desenvolupades, tenien plomes primàries relativament curtes i amb puntes arrodonides, a diferència de les plomes punxegudes, aerodinàmicament proporcionades de Microraptor.
Anchiornis té proporcions de cames del darrere com les dels dinosaures teròpodes que la dels avialans, amb cames llargues indiquen un estil de vida corredor. No obstant això, mentre les llargues cames solen indicar un corredor ràpid, les cames i fins i tot els peus i dits dels peus d'Anchiornis estaven coberts de plomes, fins i tot les plomes de vol llargues similars a les de les ales posteriors dels Microraptor; que és poc probable que Anchiornis fos un bon corredor. A les aus modernes, especialment els que viuen a terra, les cames més baixes tendeixen a mostrar una reducció o fins i tot la pèrdua de plomes. L'estructura de l'esquelet de l'Anchiornis és similar a Eosinopteryx, que sembla haver estat un bon corredor a causa de les urpes posteriors rectes i absència de plomes de vol a la cua o extremitats inferiors. Anchiornis compartien un pla corporal similar i el mateix ecosistema que Eosinopteryx, cosa que suggereix diferents nínxols i un quadre complex per a l'origen del vol.
Igual que moltes aus modernes, Anchiornis va exhibir un complex patró de coloració amb diferents en els patrons clapejats a tot el cos i les ales, o «dins i entre la coloració de les plomes del plomatge». A les aus modernes, tals patrons de colors que s'utilitza en la comunicació i exhibició, ja sigui cap als membres de la mateixa espècie, per exemple, per a l'aparellament o l'exhibició de l'amenaça territorial o per amenaçar i advertir els competidors o d'espècies depredadores.